# Pediasia jecondica
Pediasia jecondica is een vlinder uit de familie van de grasmotten (Crambidae). De wetenschappelijke naam van de soort is voor het eerst geldig gepubliceerd in 1965 door Stanisław Błeszyński.